# 石岡実
石岡 実（いしおか みのる、1910年1月6日 - 1996年11月23日）は、日本の内務・警察官僚。

## 来歴
東京府立第四中学校、第一高等学校を経て、1935年東京帝国大学法学部法律学科卒業。
同年、内務省入省。警視庁警部補を振り出しに、一年間、陸軍に召集された。内閣興亜院政務部第2課、警視庁特別高等警察第二課長などを経て、戦後に一旦辞職。民間の商社で代表取締役に付いていたものの、1955年に警察庁刑事部警察参事官として復帰。群馬県警察本部長、福島県警察本部長、警視庁公安部長、九州管区警察局長等を歴任する。1962年、古屋亨の後任として2代目内閣官房内閣調査室長就任。
1964年、内閣官房副長官（事務担当）就任。1970年、退任。以後、1976年まで日本鉄道建設公団副総裁。

## 栄典
- 1981年 - 勲二等旭日重光章